# Voyager Golden Record

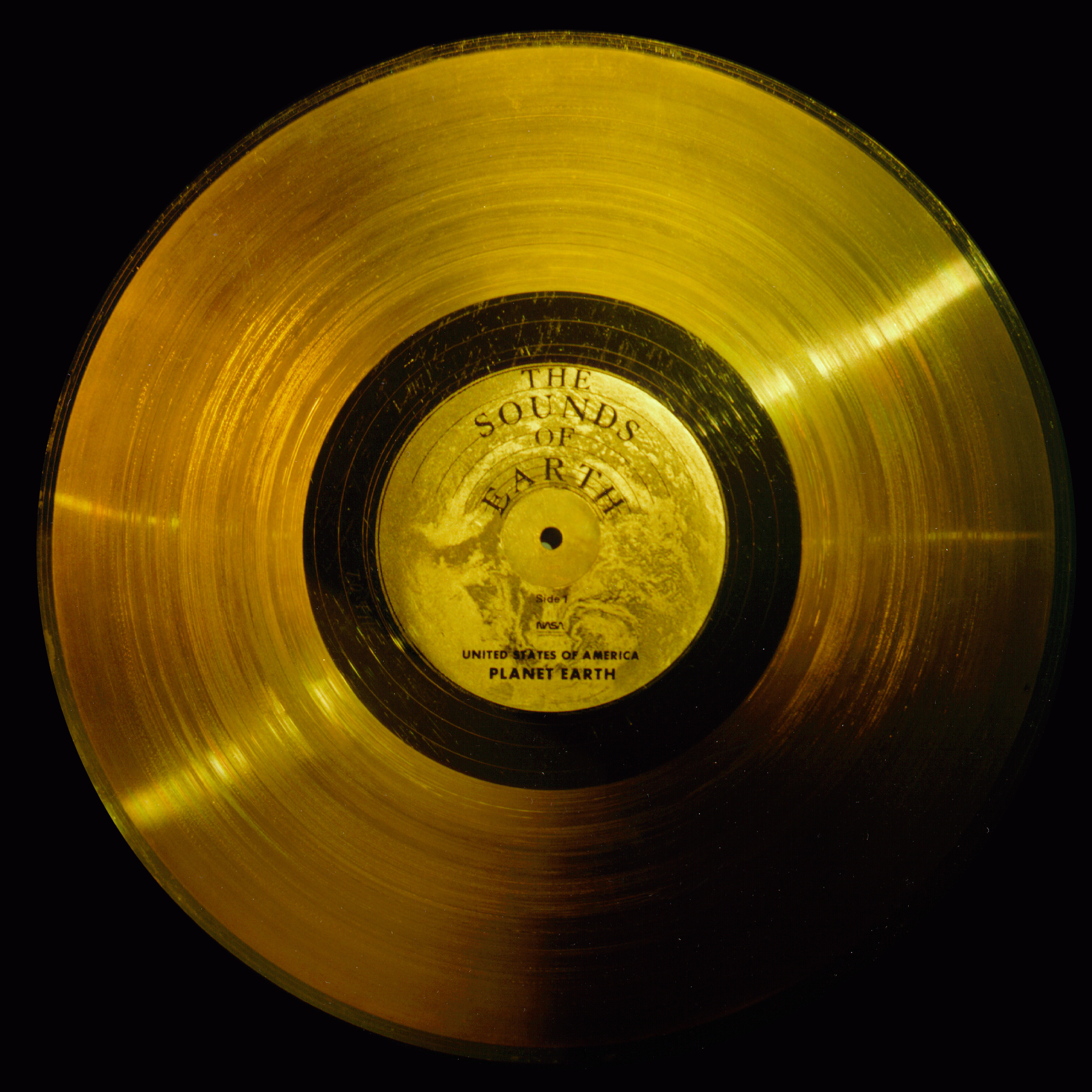
O disco Voyager Golden Record

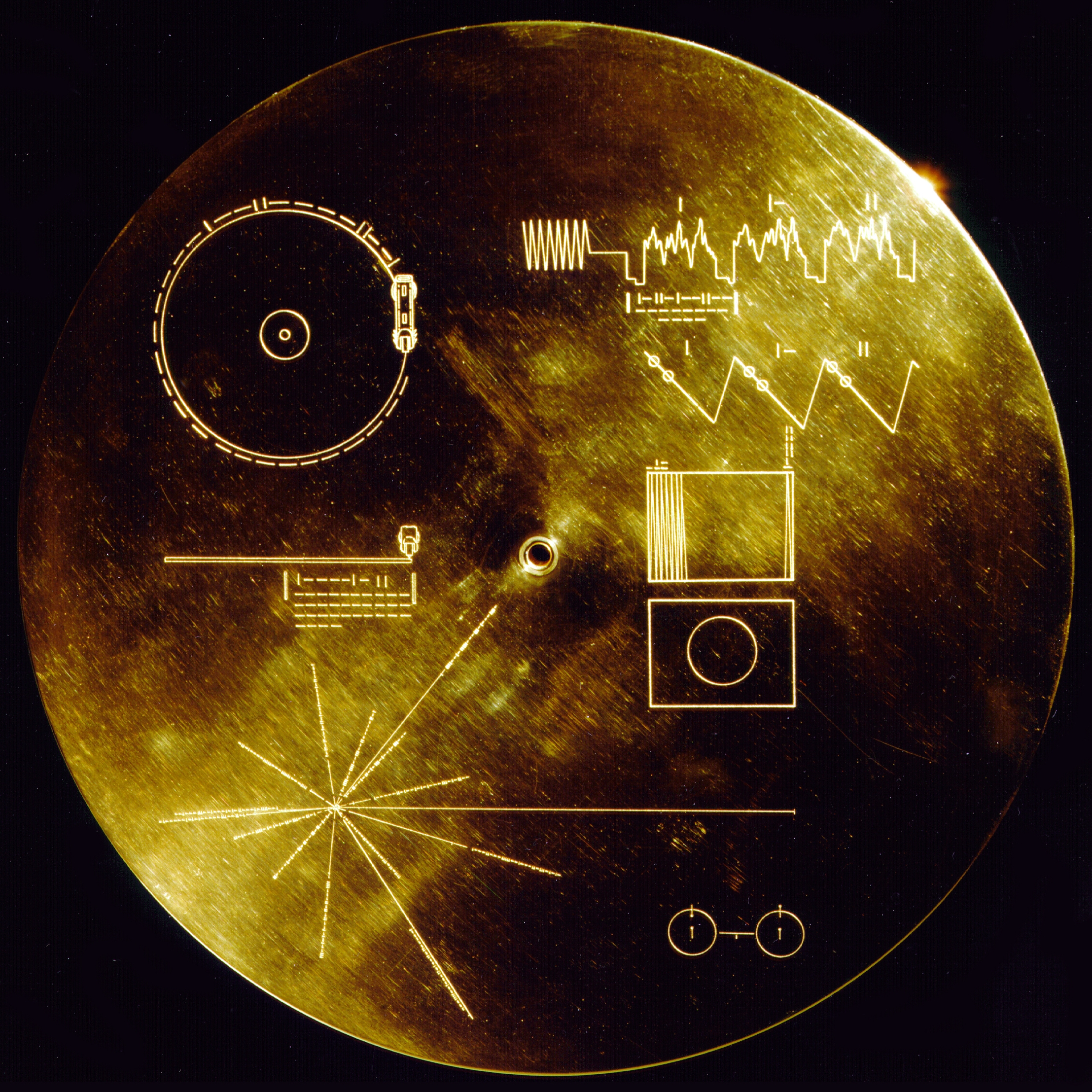
Capa do disco

Os Discos de Ouro da Voyager (em inglês, Voyager Golden Record) são discos fonográficos que estão a bordo de ambas as naves Voyager. Eles contêm sons e imagens selecionados como amostra da diversidade de vida e culturas da Terra e são dirigidos a qualquer forma de vida extraterrestre (ou seres humanos do futuro distante) que os encontrem. Nenhuma das naves Voyager foi lançada em direção a uma estrela em particular, mas a Voyager 1 vai passar a 1,6 ano-luz de distância da estrela AC+79 3888 na Constelação de Ophiuchus dentro de 40 000 anos.
Como as sondas são extremamente pequenas comparadas à imensidão do espaço interestelar, muitos consideram improvável que elas sejam encontradas, mesmo que acidentalmente. Se forem encontradas por alguma espécie alienígena, isso só vai ocorrer num futuro muito distante. Portanto, os Discos de Ouro são mais um tipo de cápsula do tempo do que uma tentativa de comunicação com civilizações extraterrenas.

## Conteúdo
O conteúdo dos discos foi selecionado por um comitê da NASA chefiado por Carl Sagan, da Universidade Cornell. Sagan e seus colegas reuniram 115 imagens e vários sons naturais, como o registro sonoro de trovões, vento, ondas do mar, e cantos de pássaros e baleias. Além disso, foi incluída uma coletânea musical com obras de diferentes épocas e culturas. Também foram registradas saudações em 55 línguas e mensagens do então Presidente dos Estados Unidos, Jimmy Carter e do então Secretário Geral das Nações Unidas, Kurt Waldheim.
Após ter recebido críticas sobre a nudez das figuras humanas na Placa Pioneer, a NASA impediu que Sagan e sua equipe incluíssem entre as fotografias uma imagem com um homem e uma mulher nus. Em vez disso, apenas a silhueta de um casal foi gravada. As 115 imagens foram gravadas em forma analógica. A maioria do disco — projetado para ser tocado em 16⅔ RPM — foi usada para gravação de áudio.

## Saudações
A primeira seção de áudio contém saudações faladas nas 55 línguas a seguir. Entre elas, há quatro dialetos chineses (marcados com **) e 10 línguas da Ásia Meridional (marcadas com #). A lista está em ordem alfabética de acordo com a língua portuguesa.
- Acádio
- Alemão
- Amoy **
- Árabe
- Aramaico
- Armênio
- Bengali #
- Birmanês
- Cantonês **
- Checo
- Coreano
- Espanhol
- Esperanto
- Francês
- Galês
- Grego Antigo
- Gujarati #
- Hebraico
- Hindi #
- Hitita
- Holandês
- Húngaro
- Ila
- Indonésio
- Inglês
- Italiano
- Japonês
- Canarês #
- Latim
- Luganda
- Mandarim **
- Marata#
- Nepalês
- Nguni
- Nyanja
- Oriá #
- Persa
- Polonês
- Português
- Punjabi #
- Quéchua
- Rajastani
- Romeno
- Russo
- Sérvio
- Sinhalese
- Soto
- Sueco
- Sumério
- Tailandês
- Telugo #
- Turco
- Ucraniano
- Urdu
- Vietnamita
- Wu **

## Sons
A seção seguinte é dedicada aos "sons da Terra", entre os quais:
- Vulcão, sismo, trovão
- Vento, chuva, ondas
- Grilo, sapo
- Pássaros, hiena, elefante
- Baleia
- Chimpanzé
- Cão selvagem
- Passos, batida do coração, riso
- As primeiras ferramentas
- Cão doméstico
- Ovelhas, Ferreiro, Serra
- Trator, rebitadeira
- Código Morse, navio (na verdade, a buzina de um navio)
- Cavalo e carroça
- Trem
- Trator, ônibus, automóvel
- Sobrevoo de um F-111 e lançamento de um Saturn V
- Beijo, mãe e filho
- Sinais vitais, pulsar

Em código Morse está registrada a mensagem latina per aspera ad astra ("até às estrelas, através das adversidades").

## Música
A maioria das músicas é composta de canções folclóricas de diversos países. Há também música clássica, com obras de Bach, Beethoven, Stravinsky e Mozart, além de músicas pop como Johnny B. Goode, de Chuck Berry.
Sagan também queria incluir Here Comes the Sun, dos Beatles. Embora os Beatles tenham concordado, a gravadora EMI não deu sua autorização e a música não entrou na coletânea.

## Imagens
Junto com o áudio, a gravação contém uma coleção de 122 fotos (uma das quais é para a calibração) com informações sobre a vida humana na terra e do planeta em si. Muitas fotos são anotadas com indicações de escalas de tamanho, tempo ou massa. Algumas imagens também contêm indicações de composição química. Todas as medidas utilizadas nas fotos são definidas na primeira das imagens utilizando referências físicas.
Abaixo, uma lista de todas as imagens contidas no Disco de Ouro Voyager, juntamente, conforme as licenças de direitos autorais, com a imagem atual, uma descrição da natureza da imagem e quais anotações foram incluídas neles.
| Posição | Thumbnail | Descrição | Tipo                       | Anotações                   |
| ------- | --------- | --- | -------------------------- | --------------------------- |
| 1       |           | Círculo de Calibração | Diagrama em preto e branco |                             |
| 2       |           | Mapa de localização do Sistema Solar | Diagrama em preto e branco |                             |
| 3       |           | Definições Matemáticas | Texto em preto e branco    |                             |
| 4       |           | Definições de Unidade física | Texto em preto e branco    |                             |
| 5       |           | Parâmetros do Sistema Solar | Texto em preto e branco    |                             |
| 6       |           | Parâmetros do Sistema Solar | Texto em preto e branco    |                             |
| 7       |           | O Sol | Imagem em branco e preto   |                             |
| 8       |           | Espectro luminoso | Imagem colorida            |                             |
| 9       |           | Mercúrio | Imagem em branco e preto   |                             |
| 10      |           | Marte | Imagem em branco e preto   | Tamanho                     |
| 11      |           | Júpiter | Imagem colorida            | Tamanho                     |
| 12      |           | Terra | Imagem colorida            | Tamanho                     |
| 13      |           | Egito, Mar Vermelho, Península do Sinai e o Nilo                                                                                         | Imagem colorida            | Composição química          |
| 14      |           | Definições de Química | Diagrama colorido          | Tamanho                     |
| 15      |           | Estrutura do DNA | Diagrama colorido          | Tamanho                     |
| 16      |           | Estrutura do DNA ampliado | Diagrama colorido          | Tamanho                     |
| 17      |           | Células e Divisão celular | Imagem em branco e preto   | Tamanho                     |
| 18      |           | Anatomia 1 (Esqueleto - frente) | Diagrama colorido          |                             |
| 19      |           | Anatomia 2 (Órgãos internos - frente) | Diagrama colorido          |                             |
| 20      |           | Anatomia 3 (Esqueleto e músculos - costas)                                                                                               | Diagrama colorido          |                             |
| 21      |           | Anatomia 4 (Órgãos internos - costas) | Diagrama colorido          |                             |
| 22      |           | Anatomia 5 (Caixa torácica) | Diagrama colorido          |                             |
| 23      |           | Anatomia 6 (Músculos - frente) | Diagrama colorido          | Tamanho                     |
| 24      |           | Anatomia 7 (Coração, pulmões, Rins e vasos sanguíneos - costas)                                                                          | Diagrama colorido          |                             |
| 25      |           | Anatomia 8 (Coração, pulmões, Rins e vasos sanguíneos - frente)                                                                          | Diagrama colorido          |                             |
| 26      |           | Órgãos sexuais humanos | Diagrama em preto e branco | Tamanho                     |
| 27      |           | Diagrama de concepção | Diagrama em preto e branco | Tamanho, tempo              |
| 28      |           | Concepção | Imagem colorida            |                             |
| 29      |           | Óvulo Fertilizado | Imagem em branco e preto   | Tempo                       |
| 30      |           | Feto | Diagrama em preto e branco | Tamanho, tempo              |
| 31      |           | Feto | Imagem colorida            |                             |
| 32      |           | Diagrama de masculino e feminino | Diagrama em preto e branco | Tamanho, tempo              |
| 33      |           | Nascimento | Imagem em branco e preto   |                             |
| 34      |           | Mãe | Imagem colorida            |                             |
| 35      |           | Pai e filha (Malásia) | Imagem colorida            |                             |
| 36      |           | Grupo de crianças | Imagem colorida            |                             |
| 37      |           | Diagrama com as idades de uma família | Diagrama em preto e branco | Mass, tempo                 |
| 38      |           | Retrato de uma família | Imagem em branco e preto   |                             |
| 39      |           | Diagrama de um Continente | Diagrama em preto e branco | Tempo                       |
| 40      |           | Estrutura da Terra | Diagrama em preto e branco | Tamanho, composição química |
| 41      |           | Ilha Heron (Queensland) (Grande Barreira de Corais da Australia)                                                                         | Imagem colorida            |                             |
| 42      |           | Imagem do mar próximo à costa | Imagem colorida            |                             |
| 43      |           | Rio Snake | Imagem em branco e preto   |                             |
| 44      |           | Dunas de areia | Imagem colorida            |                             |
| 45      |           | Monument Valley | Imagem colorida            |                             |
| 46      |           | Floresta e cogumelos | Imagem colorida            |                             |
| 47      |           | Folha | Imagem colorida            | Tamanho                     |
| 48      |           | Outono e queda de folhas | Imagem colorida            |                             |
| 49      |           | Neve sobre uma Sequoia | Imagem colorida            |                             |
| 50      |           | Árvore com narcisos | Imagem colorida            | Tamanho                     |
| 51      |           | Inseto voador e flores | Imagem colorida            |                             |
| 52      |           | Diagrama da evolução de um vertebrado | Diagrama em preto e branco |                             |
| 53      |           | Concha (Xancidae) | Imagem colorida            |                             |
| 54      |           | Golfinhos | Imagem colorida            |                             |
| 55      |           | Escola de pesca | Imagem colorida            |                             |
| 56      |           | Sapo | Imagem colorida            |                             |
| 57      |           | Crocodilo | Imagem colorida            |                             |
| 58      |           | Águia | Imagem colorida            | Tamanho                     |
| 59      |           | Depressão geológica | Imagem colorida            |                             |
| 60      |           | Jane Goodall e Chimpanzé | Imagem colorida            |                             |
| 61      |           | Bosquímano | Diagrama em preto e branco | Tamanho                     |
| 62      |           | Caçadores bosquímanos | Imagem em branco e preto   |                             |
| 63      |           | Homem de Guatemala | Imagem colorida            |                             |
| 64      |           | Dançarina de Bali | Imagem colorida            |                             |
| 65      |           | Meninas andinas | Imagem colorida            |                             |
| 66      |           | Mestre artesão Tailandês | Imagem colorida            |                             |
| 67      |           | Elefante | Imagem colorida            |                             |
| 68      |           | Homem velho com barba e óculos (Turquia)                                                                                                 | Imagem colorida            |                             |
| 69      |           | Homem velho com cachorro e flores | Imagem colorida            |                             |
| 70      |           | Alpinista | Imagem colorida            |                             |
| 71      |           | Ginasta | Imagem colorida            | Time                        |
| 72      |           | Corredores com (Valeriy Borzov da então URSS na liderança)                                                                               | Imagem colorida            |                             |
| 73      |           | Sala de aula | Imagem colorida            |                             |
| 74      |           | Criança com um globo | Imagem colorida            |                             |
| 75      |           | Colheita de algodão | Imagem colorida            |                             |
| 76      |           | Apanhador de uvas | Imagem colorida            |                             |
| 77      |           | Supermercado | Imagem colorida            |                             |
| 78      |           | Cena submarina com mergulhador e peixe                                                                                                   | Imagem colorida            | Composição química          |
| 79      |           | Barco de pesca e redes de pesca | Imagem colorida            |                             |
| 80      |           | Cozinhando um peixe | Imagem colorida            |                             |
| 81      |           | Cultura chinesa - festa e jantar | Imagem colorida            |                             |
| 82      |           | Pessoas se alimentando - comendo e bebendo                                                                                               | Imagem colorida            |                             |
| 83      |           | Grande Muralha da China | Imagem colorida            |                             |
| 84      |           | Casa (africana) | Imagem colorida            |                             |
| 85      |           | Construção (Amish) | Imagem colorida            |                             |
| 86      |           | Casa na (Africa) | Imagem colorida            |                             |
| 87      |           | Casa (Nova Inglaterra) | Imagem colorida            |                             |
| 88      |           | Casas modernas (Cloudcroft, Novo México)                                                                                                 | Imagem colorida            |                             |
| 89      |           | Interior de uma casa | Imagem colorida            |                             |
| 90      |           | Taj Mahal | Imagem colorida            |                             |
| 91      |           | Oxford - Cidade inglesa | Imagem colorida            |                             |
| 92      |           | Boston | Imagem colorida            |                             |
| 93      |           | Edifício das Nações Unidas durante o Dia                                                                                                 | Imagem colorida            |                             |
| 94      |           | Edifício das Nações Unidas durante a noite                                                                                               | Imagem colorida            |                             |
| 95      |           | Ópera House de Sidnei | Imagem colorida            | Tamanho                     |
| 96      |           | Homem com broca | Imagem em branco e preto   |                             |
| 97      |           | Interior de uma fábrica | Imagem colorida            |                             |
| 98      |           | Museu | Imagem colorida            |                             |
| 99      |           | Raio-X de uma mão | Imagem colorida            |                             |
| 100     |           | Mulher com microscópio | Imagem colorida            |                             |
| 101     |           | Imagem de uma Rua, Ásia (Paquistão) | Imagem colorida            |                             |
| 102     |           | Hora do rush na Índia | Imagem colorida            |                             |
| 103     |           | Rodovia moderna (Ithaca (Nova Iorque))                                                                                                   | Imagem colorida            |                             |
| 104     |           | Golden Gate | Imagem em branco e preto   | Tamanho                     |
| 105     |           | Trem | Imagem colorida            | Tamanho                     |
| 106     |           | Avião em voo | Imagem colorida            |                             |
| 107     |           | Aeroporto (Toronto) | Imagem em branco e preto   |                             |
| 108     |           | Expedição na Antártida | Imagem colorida            |                             |
| 109     |           | Rádio telescópio (Westerbork, Holanda)                                                                                                   | Imagem em branco e preto   |                             |
| 110     |           | Rádio telescópio (Arecibo) | Imagem colorida            | Tamanho                     |
| 111     |           | Página do livro de Newton, Philosophiæ Naturalis Principia Mathematica)                                                                  | Imagem colorida            |                             |
| 112     |           | Astronauta no espaço | Imagem colorida            |                             |
| 113     |           | Lançamento do foguete Titan Centauro | Imagem colorida            |                             |
| 114     |           | Pôr do Sol com pássaros | Imagem colorida            |                             |
| 115     |           | Quarteto Italiano | Imagem colorida            |                             |
| 116     |           | Violino com partitura | Imagem colorida            |                             |
| 117-118 |           | Carta sobre a Voyager, assinada pelo presidente Jimmy Carter                                                                             | Foto preto e branco        |                             |
| 119-122 |           | Créditos do disco com referências às pessoas do Congresso Norte-Americano, Comitê de Ciência e Tecnologia e outros envolvidos no projeto | Foto preto e branco        |                             |

## Materiais
O disco é feito de uma placa de cobre banhada a ouro. Uma amostra ultra pura do isótopo urânio-238 foi galvanizada na capa do disco. Como o urânio-238 tem uma meia vida de 4.5 bilhões de anos, a civilização que encontrar a Voyager poderá calcular a idade do disco.

## Jornada
A Voyager 1 foi lançada em 1977, passou pela órbita de Plutão em 1990 e deixou o sistema solar (ao ultrapassar a Heliosfera) em novembro de 2004. Em maio de 2005, a Voyager 1 estava a 14 bilhões de km de distância do Sol, viajando a uma velocidade de 3,5 Unidades Astronômicas por ano (cerca de 61 000 km/h) enquanto a Voyager 2 estava a 10.5 bilhões de km, a uma velocidade de 3,13 Unidades Astronômicas por ano (aproximadamente 53 000 km/h).
Dentro de aproximadamente 40 000 anos, a Voyager 1 vai passar a 1,6 anos-luz da estrela AC+79 3888, na constelação de Ofiúco. Mais ou menos na mesma época, a Voyager 2 vai se aproximar da estrela Ross 248, na constelação de Andrômeda.